# Station Moskva Paveletskaja

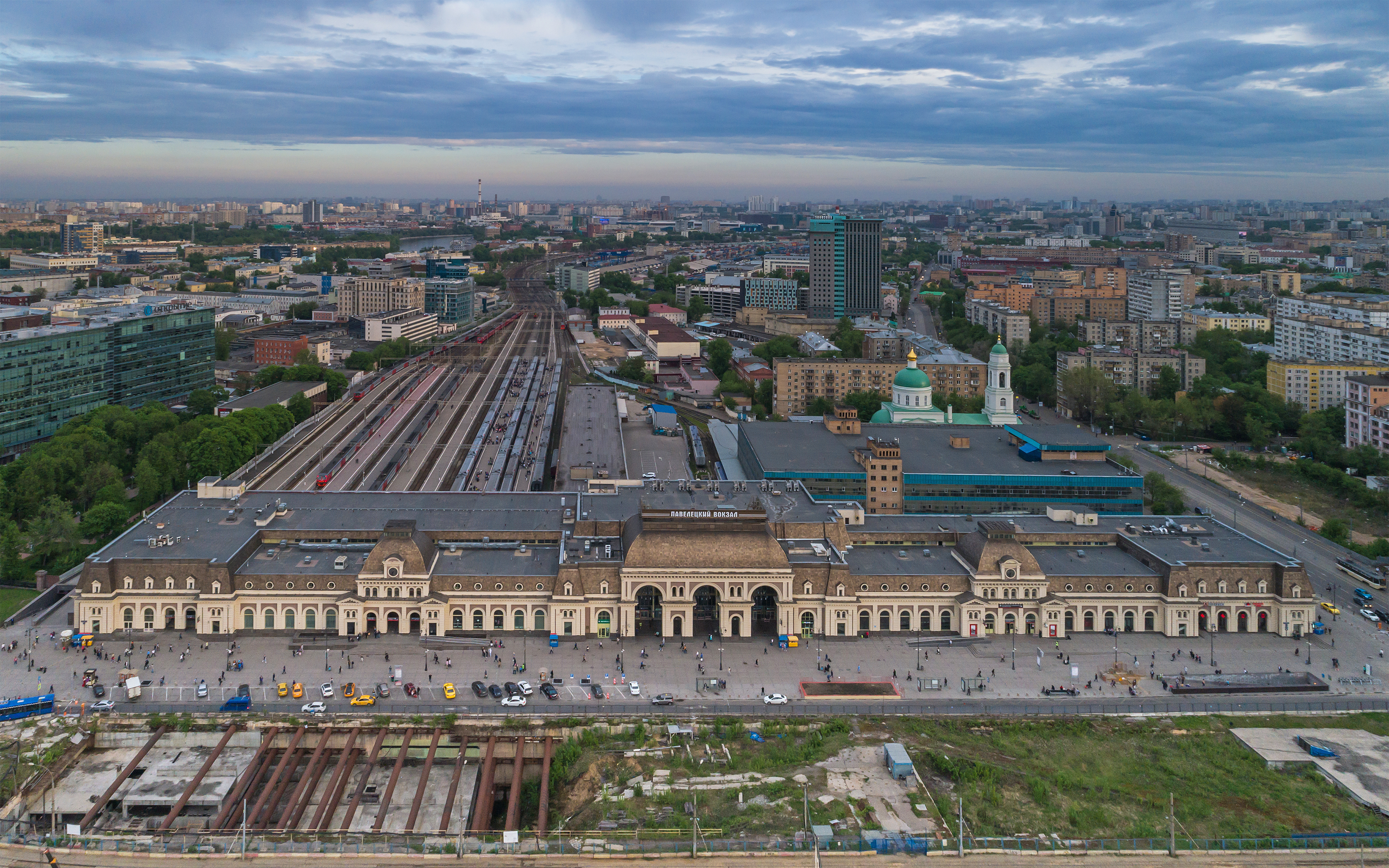
Gebouw van Paveletski vokzal (2017)

Station Moskva Paveletskaja (Russisch: Москва Павелецкая), doorgaans kortweg Paveletski vokzal (Павелецкий вокзал) ofwel Paveletsstation genoemd, is een van de negen kopstations van Moskou. Het station bevindt zich aan de Leninskaja Plosjtsjad (Leninplein), bij de Tuinring ten zuiden van het stadscentrum.
Het station, dat aanvankelijk de naam Saratovski vokzal (Saratov station) droeg, werd in 1900 geopend als eindpunt van de Rjazan-Oeralspoorweg, een van de grootste particuliere spoorlijnen van Rusland. Een verbinding met Moskou had de lijn echter lange tijd niet, totdat in 1897 toestemming werd verkregen het spoor vanaf het dorp Pavelets tot in de stad door te trekken. De eerste treinen over de spoorlijn reden op 19 januari 1900, maar het station was pas enkele maanden later gereed, waardoor aanvankelijk naar het Koerski vokzal uitgeweken moest worden.
Na de Tweede Wereldoorlog kreeg het Paveletski vokzal zijn huidige naam. In de jaren 1980 onderging het gebouw een uitgebreide renovatie. De capaciteit van het station werd uitgebreid en het comfort voor de reizigers werd verbeterd. Het uiterlijk van het stationsgebouw bleef echter volledig gehandhaafd. Het vernieuwde Paveletski vokzal opende zijn deuren op 3 november 1987.
Vanaf het Paveletski vokzal vertrekken langeafstandstreinen naar bestemmingen in de Wolgaregio, diverse voorstadstreinen naar het zuiden en zuidoosten van de oblast Moskou en treinen naar de luchthaven Domodedovo. Het spoorwegstation is sinds 20 november 1943 aangesloten op de metro van Moskou door de opening van het gelijknamige metrostation aan de Zamoskvoretskaja-lijn, waarmee ze het zevende kopstation met metro aansluiting was. In 1950 volgde een tweede metrostation aan de ringlijn.
Beloroesski vokzal ·
Jaroslavski vokzal ·
Kazanski vokzal ·
Kievski vokzal ·
Koerski vokzal ·
Leningradski vokzal ·
Paveletski vokzal ·
Rizjski vokzal ·
Savjolovski vokzal